# Domingo Farfán Gonzales
Domingo Farfán (Tambo de Mora, Ica, 22 de enero de 1957-13 de marzo de 2016) fue un futbolista peruano. Se desempeñaba como centrodelantero y jugó en diversos equipos de Perú. Es considerado ídolo en Unión Huaral, donde logró actuaciones sobresalientes en Copa Libertadores.

## Trayectoria
Después de destacar en el club Amigos del Barrio de Tambo de Mora, fue reclutado como cadete en Sport Boys por la familia Labarthe, quienes le habían visto condiciones. El año 1980 Don José Chiarella lo promueve para entrenar con el primer equipo porteño y debutó ante Sporting Cristal tras estar años jugando como amateur. 
El año 1984 fue fichado por Octavio Espinosa, equipo de su natal Ica y que venía de jugar el ascenso un año antes. Rápidamente se convertiría en titular ese año y en 1986. En ese tiempo intermedio, 1985, juega en el actualmente desaparecido Juventud La Joya. 
El año 1987 fue contratado por Unión Huaral. Al término de la temporada del año 1988 perdería un poco de continuidad en el equipo. 
Tras ello, Domingo buscaría jugar al extranjero, por lo que tuvo una oferta del fútbol ecuatoriano, el año 1989 firmó por Liga de Quito, donde compartió equipo con su compatriota Julio César Antón, solo jugaría hasta mitad de campaña. 
Unión Huaral decidió retenerlo apenas regresó al Perú, confiando en él para conseguir el título del Descentralizado de ese año, donde al final llegaron a consagrarse, siendo el uno de las piezas claves.  Jugaría la Copa Libertadores en 1990, donde convertiría tres goles en esa edición y su equipo llegaría a octavos de final, cayendo eliminado por Emelec (1-2 global).
Una vez retirado como futbolista activo, fue electo alcalde de Tambo de Mora, también llegó a hacerse cargo de las instalaciones del Instituto Peruano del Deporte, en Chincha. 
Falleció en la capital de Lima, tras sufrir un infarto. “Mingo”, quien sufría de cáncer al hígado, permanecía con tratamiento médico en el Hospital Edgardo Rebagliati y sus restos fueron velados en Tambo de Mora. 

## Clubes
| Club             | País    | Año         |
| ---------------- | ------- | ----------- |
| Sport Boys       | Perú    | 1980 – 1983 |
| Octavio Espinosa | Perú    | 1984        |
| Juventud La Joya | Perú    | 1985        |
| Octavio Espinosa | Perú    | 1986        |
| Unión Huaral     | Perú    | 1987 – 1988 |
| Liga de Quito    | Ecuador | 1989        |
| Unión Huaral     | Perú    | 1989 – 1993 |

## Palmarés

### Campeonatos nacionales
| Título                     | Club         | País | Año  |
| -------------------------- | ------------ | ---- | ---- |
| Campeonato Descentralizado | Unión Huaral | Perú | 1989 |